# レディング (カリフォルニア州)
レディング（英: Redding）は、アメリカ合衆国カリフォルニア州の都市。シャスタ郡の郡庁所在地である。人口は9万3611人（2020年）で、州都サクラメントより北では最大の都市である。

## 歴史
レディングとなった地域は、カリフォルニアセントラルヴァレーと太平洋岸北西部とを繋ぐ古代交易と交通の経路だったシスキュー・トレイルに沿っており、西暦1000年頃からウィントゥ族インディアンが住んでいた。19世紀初期、ハドソン湾会社の罠猟師やアメリカ合衆国探検遠征隊の隊員がシスキュー・トレイルを辿るときにレディングの場所を通過した。
この地域で最初のインディアンではない開拓者は、初期カリフォルニアのパイオニア、ピアソン・B・リーディングだった。リーディングはジョン・サッターを尊敬しており、1844年にサクラメント川に沿った今日のレディングとコットンウッドを包含するメキシコの特許土地ランチョ・ブエナ・ベンチュラを取得した。当時、カリフォルニアで非インディアン開拓地としては最北端だった。
その後、サザン・パシフィック鉄道がサクラメント・バレーの中を通り、既に存在していた鉱山町シャスタを通るやや西よりの回り道はコストが掛かると判断され、当時ポバティ・フラット（貧乏平原）という芳しくない名前の場所を通るルートが選定された。この場所がレディングとなった。サザン・パシフィック鉄道が鉄道員ベンジャミン・B・レディングの名前を採ってレディングとしていたものが、1874年にこの町を「リーディング」と改名した。これは地域のパイオニアであるピアソン・B・リーディングを顕彰するためだった。しかし、鉄道はその変更を認めず、1880年には当初の名前であるレディングが回復された。
レディングは1887年に人口600人で自治体化された。1910年までに人口は3,572人に達しており、これは銅や鉄を中心にする採鉱業に支えられたものだった。しかし、土地の農業にとってはかなりの量の汚染を生んでもいた鉱業が衰退すると、1920年の人口は2,962人にまで落ちた。1930年には4,188人にまで回復し、1930年代には近くのシャスタ・ダムの建設のために人口が爆発した。ダムの建設は1945年に完成し、1940年の人口はほぼ2倍の8,109人となり、セントラル・バレー（現シャスタレイク市）やプロジェクト市のベッドタウン開発に拍車を掛けた。これら2都市はどちらもセントラル・バレー・プロジェクトに因んで名付けられた。
1950年代、レディング市は製材業の拡大、ウィスキータウンとケンズウィック・ダムの建設と共に成長を続け、1960年代後半には州間高速道路5号線が完成した。1970年には人口16,659人となった。1970年代、サクラメント川の東岸にあったエンタプライズ地域がレディング市に併合され、人口が約35,000人となり、1980年国勢調査の時は41,995人となっていた。エンタプライズ地域住人がこの併合を支持した大きな理由はダムから電力を供給されるレディング市の公共事業によって安い電力を得られることだった。しかし、1970年代は1973年から1975年に掛けての不況によって住宅建設が冷え込み、製材業にとっては困難な時代でもあった。この時期のシャスタ郡の失業率は20％以上に達した。環境に関する規制が増加したために製材業が完全に快復することはなく、レディング市はその経済を再度転換する必要があった。
1980年代後半の小売業と住宅建設業の活況により、1990年の人口は66,462人となった。この好況は1990年代半ばまで継続し、その後幾分鈍化したものの2000年の人口は80,865人となった。2008年の推計では90,898人とされている。
近年、サンフランシスコ・ベイエリアやロサンゼルス市の退職者が安い住宅取得費と緩りとした生活ペースを求めてこの地域に入るようになり、市の経済基盤は医療、法律、小売りおよび観光といったサービス産業に移ってきた。しかし、失業率は依然として州平均より高いレベルにあり、製造業の雇用や賃金は低い傾向にある。

## 地理

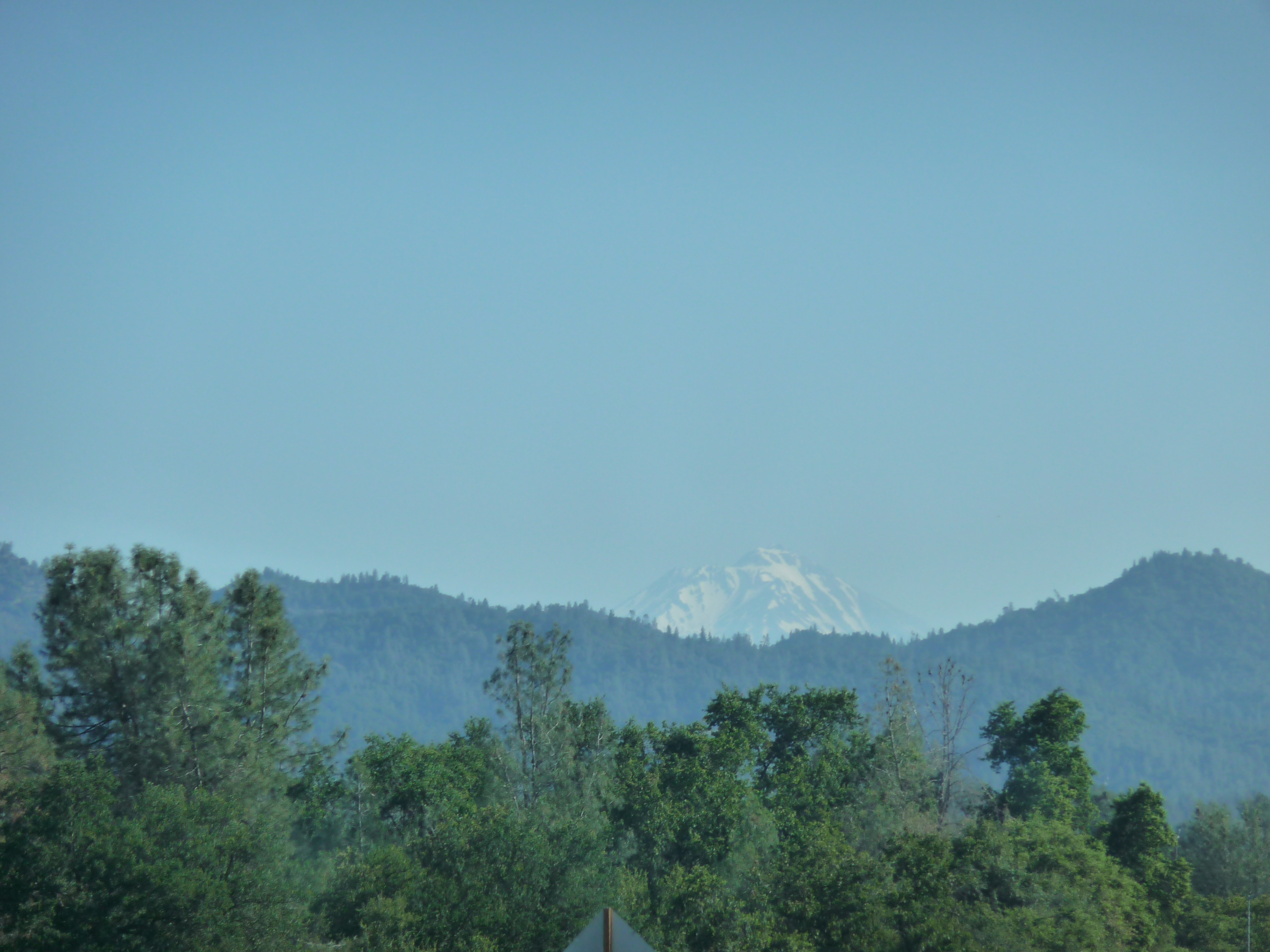
市内から見たシャスタ山

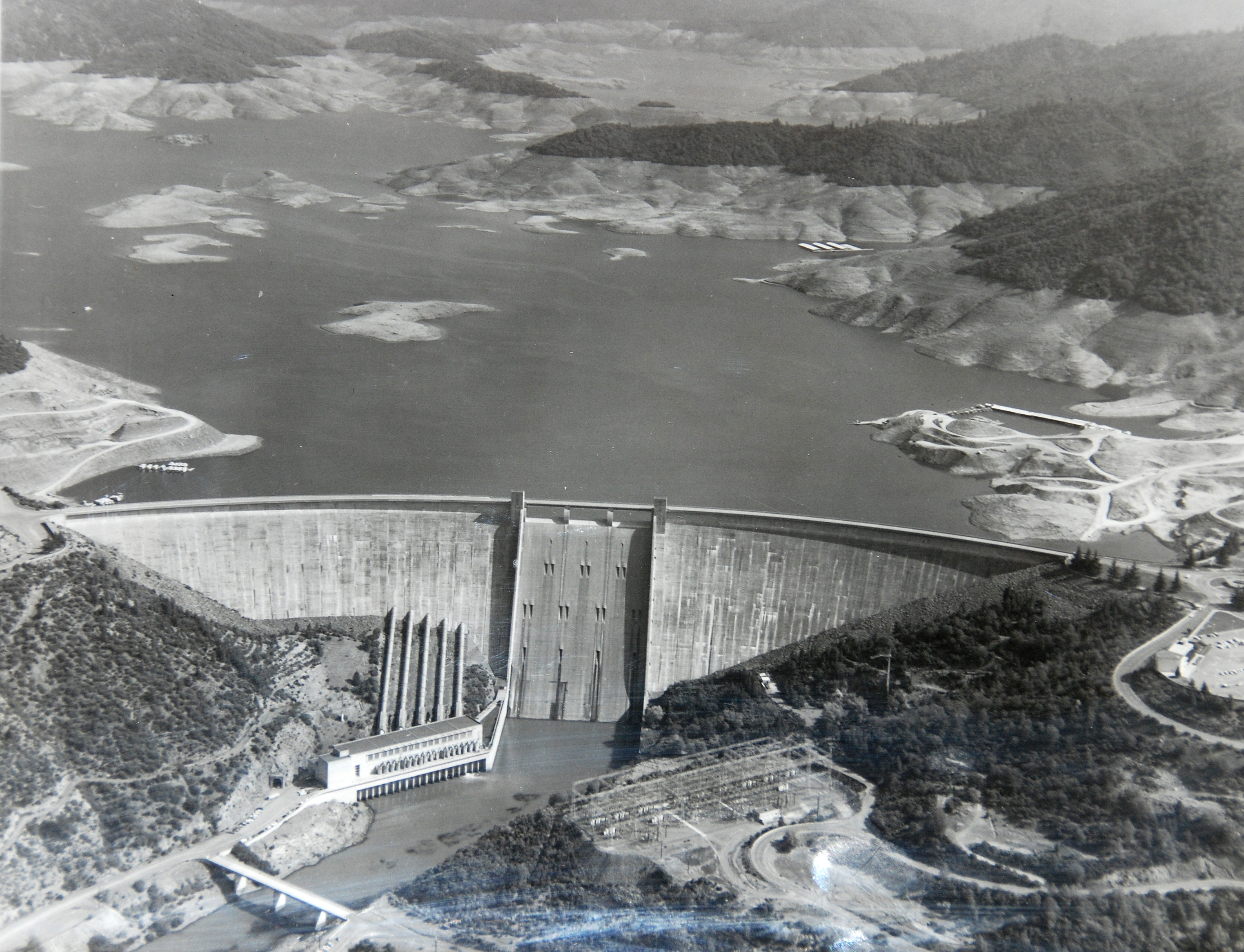
シャスタ・ダム

レディングは北緯40度34分36秒 西経122度22分13秒 / 北緯40.57667度 西経122.37028度に位置する。アメリカ合衆国国勢調査局に拠れば、市域全面積は59.6平方マイル (154.4 km2)であり、このうち陸地は58.4平方マイル (151.4 km2)、水域は1.2平方マイル (3.1 km2)で水域率は2.01％である。
レディングはセントラル・バレーの最北端にあり、カスケード山脈の丘陵部に遷る場所にあたる。北と、東西は山脈に囲まれ、南は肥沃な農地である。
市域が広大なので、その部分によっては標高が著しく異なっている。中心街の標高は約150メートルであり、その北、東、および西は168メートルから244メートルの間で変化している。このことは、市の外縁部が中心部よりも雪を観測する可能性が高い理由となっている。
サクラメント川のシャスタ・ダムはレディング市の洪水制御に大いに役立っている。このダムは1秒あたり7,300 m3の水量をコントロールできる。しかしそれ以上に大きな水量が1970年と1974年に発生し、ダムの能力を超えた。

### 地質
レディング市周辺の土壌は大半がローム層あるいは砂利混じりのローム層であり、水はけが良く、赤または茶色の鉱物を含んだ層である。自然な状態では幾らかあるいは中程度に酸性である。

### 生態系
レディングとその周辺には幾つかの希少種や絶滅危惧種がいる。レディング再開発計画環境影響報告には、カリフォルニア州が挙げている絶滅危惧種のオーカット草（Orcuttia tenuis）が、融雪池のあると言われるレディング市東部、市民空港近くに自生するとしている。この固有種の草は連邦政府の危惧種リスト候補であり、その生息域全体で危険に曝され、個体数も限られており、農業、過剰放牧および住宅開発で重大な脅威に曝されている。この植物には融雪池が望ましい生息環境を提供しており、カリフォルニア州自生植物協会は希少種かつ絶滅危惧種と見なしている。レディング市内のタートル湾にある生態系公園は地元地域に自生する商物層や動物相の研究環境を創出してきた。

## 気候
レディングでは冬（10月から4月）にほとんどの降水があり、雨あるいは時として雪が降り、霧が発生する。夏は暑く乾燥するが、雨が降ることもあり、その多くは雷雨である。7月日中の平均最高気温は100°F (38℃) 近くに留まる。年間平均の日照日は88%あり、アメリカ合衆国の都市の中ではアリゾナ州ユマに続いて第2位の高率である。雪は異常なことではなく、2010年にも降雪があった。霙や凍るような雨が降ることがあるが希であり、雪の方が普通である。12月から2月は霜が降りることが多く、3月や4月は希である。レディングはセントラル・バレーの最北部にあり、他の部分と同様冷涼から寒い冬を経験する。春には雨が多い。竜巻は極めて希である。洪水は川の側でのみ起こることがある。
| レディングの気候                   | レディングの気候 | レディングの気候 | レディングの気候 | レディングの気候 | レディングの気候 | レディングの気候 | レディングの気候 | レディングの気候 | レディングの気候 | レディングの気候 | レディングの気候 | レディングの気候 | レディングの気候 |
| 月                                 | 1月              | 2月              | 3月              | 4月              | 5月              | 6月              | 7月              | 8月              | 9月              | 10月             | 11月             | 12月             | 年               |
| ---------------------------------- | ---------------- | ---------------- | ---------------- | ---------------- | ---------------- | ---------------- | ---------------- | ---------------- | ---------------- | ---------------- | ---------------- | ---------------- | ---------------- |
| 平均最高気温 °C （°F）             | 12.9 (55.3)      | 16.3 (61.3)      | 16.9 (62.5)      | 21.1 (69.9)      | 26.9 (80.5)      | 32.4 (90.4)      | 36.8 (98.3)      | 35.4 (95.7)      | 31.8 (89.3)      | 25.3 (77.6)      | 16.7 (62.1)      | 12.6 (54.7)      | 23.8 (74.8)      |
| 平均最低気温 °C （°F）             | 2.1 (35.7)       | 4.4 (40.0)       | 5.4 (41.7)       | 7.8 (46.0)       | 11.3 (52.3)      | 16.6 (61.8)      | 18.2 (64.7)      | 17.3 (63.1)      | 14.9 (58.8)      | 9.6 (49.2)       | 5.2 (41.4)       | 1.8 (35.2)       | 9.6 (49.2)       |
| 降水量 mm （inch）                 | 153.9 (6.06)     | 113 (4.45)       | 111.3 (4.38)     | 52.8 (2.08)      | 32.3 (1.27)      | 14.2 (.56)       | 4.3 (.17)        | 11.7 (.46)       | 23.1 (.91)       | 56.9 (2.24)      | 132.3 (5.21)     | 140 (5.51)       | 845.8 (33.30)    |
| 出典：www.wrcc.dri.edu August 2010 |                  |                  |                  |                  |                  |                  |                  |                  |                  |                  |                  |                  |                  |

## 人口動態
以下は2000年の国勢調査による人口統計データである。
| 基礎データ - 人口: 80,865人 - 世帯数: 32,103世帯 - 家族数: 20,995家族 - 人口密度: 534.3人/km2（1,383.8人/mi2） - 住居数: 33,802軒 - 住居密度: 223.3軒/km2（578.4軒/mi2） 人種別人口構成 - 白人: 88.7% - アフリカン・アメリカン: 1.1% - ネイティブ・アメリカン: 2.2% - アジア人: 3.0% - 太平洋諸島系: 0.1% - その他の人種: 1.6% - 混血: 3.3% - ヒスパニック・ラテン系: 5.4% 年齢別人口構成 - 18歳未満: 26.1% - 18-24歳: 9.7% - 25-44歳: 26.4% - 45-64歳: 22.2% - 65歳以上: 15.5% - 年齢の中央値: 37歳 - 性比（女性100人あたり男性の人口） - 総人口: 92.0 - 18歳以上: 87.5 | 世帯と家族（対世帯数） - 18歳未満の子供がいる: 31.9% - 結婚・同居している夫婦: 48.1% - 未婚・離婚・死別女性が世帯主: 13.0% - 非家族世帯: 34.6% - 単身世帯: 27.6% - 65歳以上の老人1人暮らし: 11.4% - 平均構成人数 - 世帯: 2.44人 - 家族: 3.97人 収入と家計（2007年推計） - 収入の中央値 - 世帯: 34,194米ドル - 家族: 41,164米ドル - 性別 - 男性: 35,985米ドル - 女性: 24,652米ドル - 人口1人あたり収入: 18,207米ドル - 貧困線以下 - 対人口: 15.6% - 対家族数: 11.3% - 18歳未満: 21.2% - 65歳以上: 7.5% |

2000年国勢調査のとき、レディング市内とレディングに割り当てられている3つの郵便番号の未編入領域を合わせると人口114,424人となった。全人口の中で86,223人は都心部に、17,415人は郊外部に住んでいる。
カリフォルニア州財務部による2008年推計ではレディング市の人口を92,680人としている。

## 経済
レストラン・チェーンのブラックベア・ダイナーがレディングを本拠としている。

### 主要雇用主
レディングの包括的年間財務報告書2008年版によれば、市内の大きな雇用主トップ10は以下の通りである。
| 順位 | 雇用主                               | 従業員数 |
| ---- | ------------------------------------ | -------- |
| 1    | シャスタ郡                           | 1,925    |
| 2    | マーシー医療センター                 | 1,600    |
| 3    | レディング市                         | 860      |
| 4    | シャスタ・カレッジ                   | 700      |
| 5    | シャスタ地域医療センター             | 600      |
| 6    | ブルーシールド・オブ・カリフォルニア | 430      |
| 7    | ウォルマート                         | 375      |
| 8    | レディング・ランチェリア             | 370      |
| 9    | アメリカ合衆国郵便公社               | 300      |
| 10   | シャスタ・ヘッドスタート             | 250      |

## 政治
カリフォルニア州議会では、上院の第4および下院の第2選挙区に属している。連邦議会下院ではカリフォルニア州第2選挙区に属し、クック投票動向指数では共和党+13となっている。2010年時点ですべて共和党議員が務めている。
1940年から分離主義者が北カリフォルニアと南オレゴンの田園部を含む州創設の運動を行ったとき、レディングは提案されたジェファーソン州の州都に推されていた。この運動はこの地域の経済的な困難さに加えて、カリフォルニアの場合は州都サクラメントの、オレゴン州の場合も州都セイラムの指導者層がこの地域の住民のニーズに対して無関心であると考えられたことが原因だった。結局この運動は失敗した。

### 市政府
レディング市は市政委員会・シティマネジャー方式を採用しており、1人の市長と4人の市政委員（1人は副市長兼務）が市政委員会を構成している。

## 見どころ

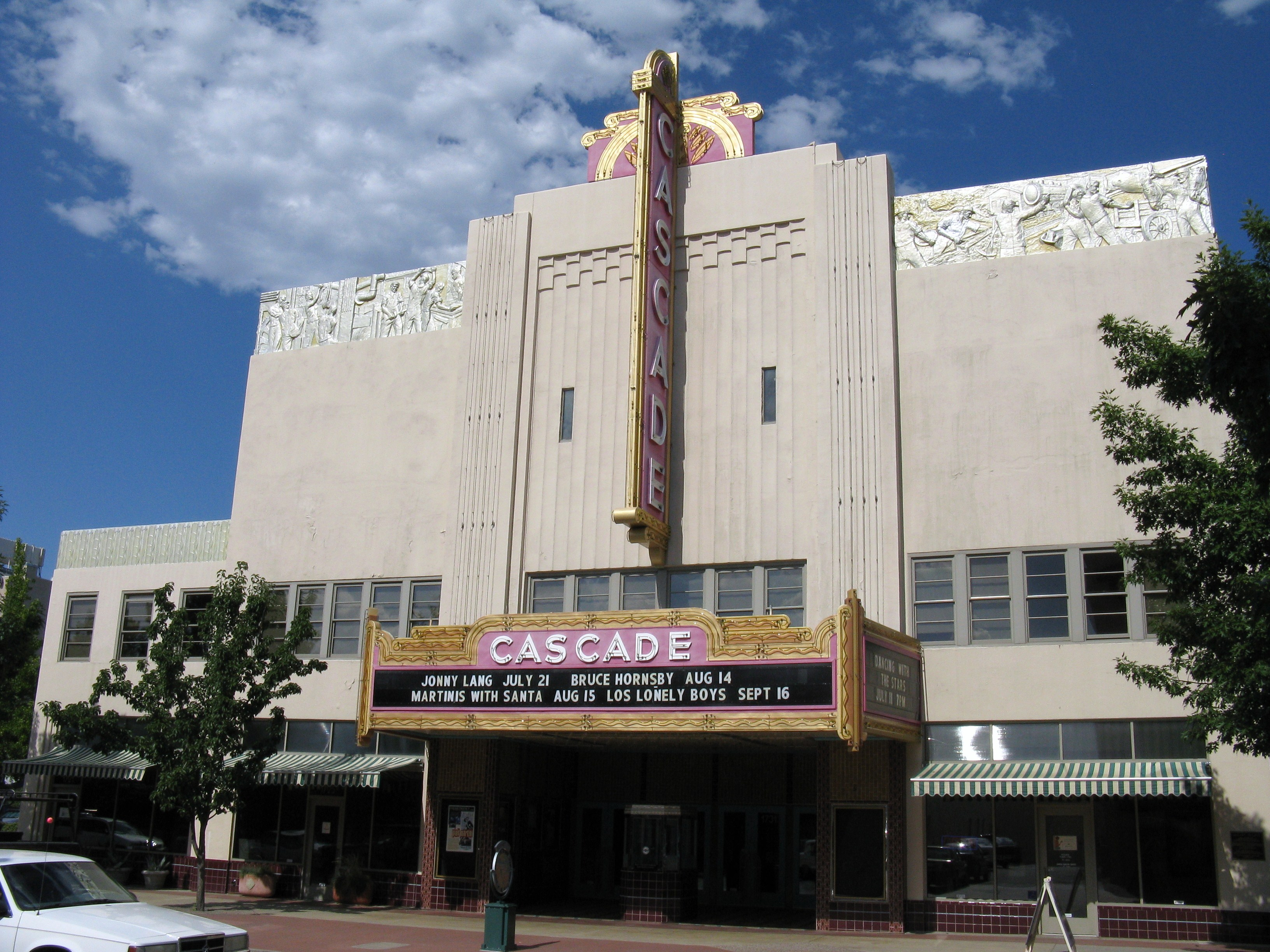
カスケード劇場

2004年、タートル湾に架かるサンダイアル橋が完工した。この歩行者用斜張橋はスペイン出身の構造家・建築家であるサンティアゴ・カラトラバが設計し、広さ300エーカー (1,200,000 m²) のタートル湾探検公園の南北を繋いでいる。主塔は橋桁を支えるケーブルを保持し、日時計の役割も果たしている（夏至の日のみが正確である）。
タートル湾探検公園はサクラメント川の両岸にあり、博物館や広さ20エーカー (80,000 m²) の庭園がある。公園内では芸術、歴史、園芸、林業および自然科学を中心に恒久的また入れ替わりの展示を行っている。
歴史あるカスケード劇場は1935年に開館され、その後改修されて、現在は多目的演芸会場として使われている。建設当時のアール・デコ調建築様式である。1999年11月5日にカリフォルニア州登録歴史資源に、2002年1月17日にはアメリカ合衆国国家歴史登録財に登録された。2000年3月18日にはカリフォルニアアール・デコ協会保存賞も受賞した。
レディングはサクラメント・バレーの北部では最大であり、サクラメントからオレゴン州ユージーンの間、州間高速道路の470マイル (756 km) の沿線でも最大の都市である。レディング市と南のレッドブラフ市はラッセン火山国立公園、シャスタ湖など自然の景勝を探索するときの基地として観光客に人気がある。
市内にはレディング市民空港があり、また総合病院が2つある。
中心街の図書館公園は昔のカーネギー図書館ビルが立っていた場所である。1903年に建設されたこの図書館は1962年に解体され、駐車場用地となった。その場所は1990年に再生され、公園と「マーケットフェスト」のための会場になっている。この毎年夏に開催される行事は全国メインストリート組織の1つ、ビバ・ダウンタウン・レディングが開催している。

## 教育
レディング市内にはシャスタ高校など高校が3校、中学校6校、小学校46校、チャーター・スクール5校があり、他に30校の私立学校がある。地域内には他にも高校レベルの学校がある。
レディング市内にはカレッジと大学が下記の5校ある。
- ベセル・スクール・オブ・スーパーナチュラル・ミニストリー、2年制キリスト教神学校
- ナショナル大学、4年制私立大学
- シャスタ・カレッジ、公立コミュニティ・カレッジ
- シンプソン大学、4年制私立大学
- シャスタ・バイブル・カレッジと大学院、4年制キリスト教カレッジと大学院

また下記の職業訓練学校もある。
- インスティチュート・オブ・テクノロジー
- レイク・カレッジ
- シャスタ・スクール・オブ・コスメトロジー、美容学校

## メディア

### 新聞
シャスタ郡全体で購読される主要日刊紙が「レディング・レコード・サーチライト」である。
月刊誌の「アフター・ファイブ」は地元の娯楽を掲載しており、1986年10月28日の創刊である。
「レディング・レコード・サーチライト」紙の元コラムニスト、ドニ・グリーンバーグが創刊した「ア・ニューズ・カフェ」は人事や進行中の出来事に関するネットワーク新聞である。

### テレビとラジオ
テレビは全国系列のものなど17局を視聴できる。ラジオはFM局19局、AM局6局を聴取できる。

## 交通

### 高速道路
- 州間高速道路5号線、市内の東中部を南北に通っている
- カリフォルニア州道299号線、元 アメリカ国道299号線、市内の西部から中心部を抜け北東部に走っている
- カリフォルニア州道44号線、市内の中心部から東部に走っている、市内の大半では平面交差である
- カリフォルニア州道273号線、元は州間高速道路5号線産業道路、また元 アメリカ国道99号線でもある、州間高速道路5号に並行して走っている

### 鉄道とバス

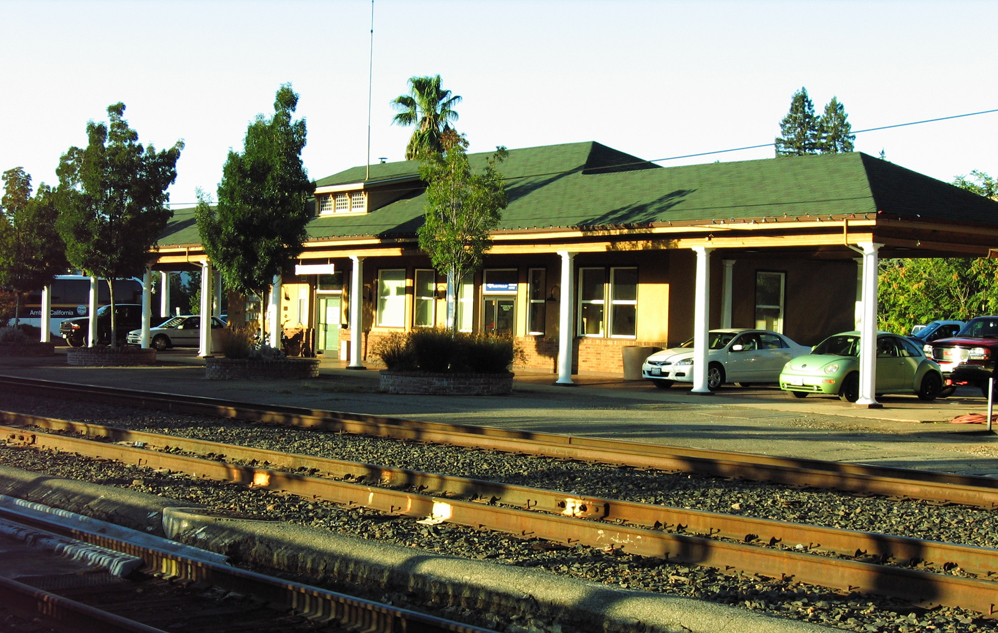
アムトラックのレディング駅

全国的な旅客鉄道網であるアムトラックがレディングを通り、コースト・スターライトが毎日シアトルとロサンゼルスの間を走っている。アムトラックは連絡バスを運行しており、ストックトンあるいはサクラメントでアムトラックの列車、サン・ホアキンに接続する。この列車はサンフランシスコ・ベイエリアとサンホアキン・バレーを結び、連絡バスを介してロサンゼルス地域とも結んでいる。
市内にはレディング地域バス公社と呼ばれるバス運行体系がある。市内の各所や郊外へのルートがある。

### 航空
レディングへの航空便は2つの一般用途空港を利用できる。レディング市民空港は市内南部にあり、ホライゾン航空とスカイウェスト航空の地域定期便が運航されている。ベントン空港は少し小さく、市内西部にある。

## 市内の地区
| - レイトンオークス - ウィンザー・エステイツ - バッカイテラス - レッドウッド・エステイツ - 中心街 - ガーバン - ウェストウッド・メイナー - バッカイ - シャスタ・ビューガーデンズ - ボニービュー - エンタプライズ - チャーンクリークボトム（未編入、人口 2,361人） - オアシス - マウンロシャスタ・モール（ダナ・ドライブ/ヒルトップ） - ウェストリッジ - メアリーレイク（メアリー湖を含む） - ウェスタンランチズ（別名グリーンベルト） - ブラフス - スタンフォードヒルズ - ゴールドヒルズ | - ミラクルマイル - パークビュー - プラトーサークル - カトラス・トラクト - ガーデン・トラクト - カレッジ・ハイランズ - ヘシエンダ・ハイツ - クォーツヒル - ボルダークリーク - スプリングヒル - ティエラオークス（レディングとシャスタレイク市に跨る） - レイックレディング・エステイツ - グリーンウッド・ハイツ - リッジウッド・エステイツ - サンセットテラス - サンセットウェスト - ザ・クノールズ - カントリー・ハイツ - エッジウッド・エステイツ |

## 著名な出身者と住人
- クリント・イーストウッド、俳優、映画監督、一時的にレディング地域に住んだ
- ジェナ・ジェイムソン、ポルノ女優、薬物からのリハビリ時期をレディングで過ごした
- キャスリーン・ケネディ、映画プロデューサー
- バック・マルティネス、元メジャーリーグベースボール選手、2006年ワールド・ベースボール・クラシックではアメリカ代表チーム監督
- リチャード・ニクソン、元アメリカ合衆国大統領、シャスタ湖沿いに夏の家を所有していた
- Merle Haggard